# Mtoto

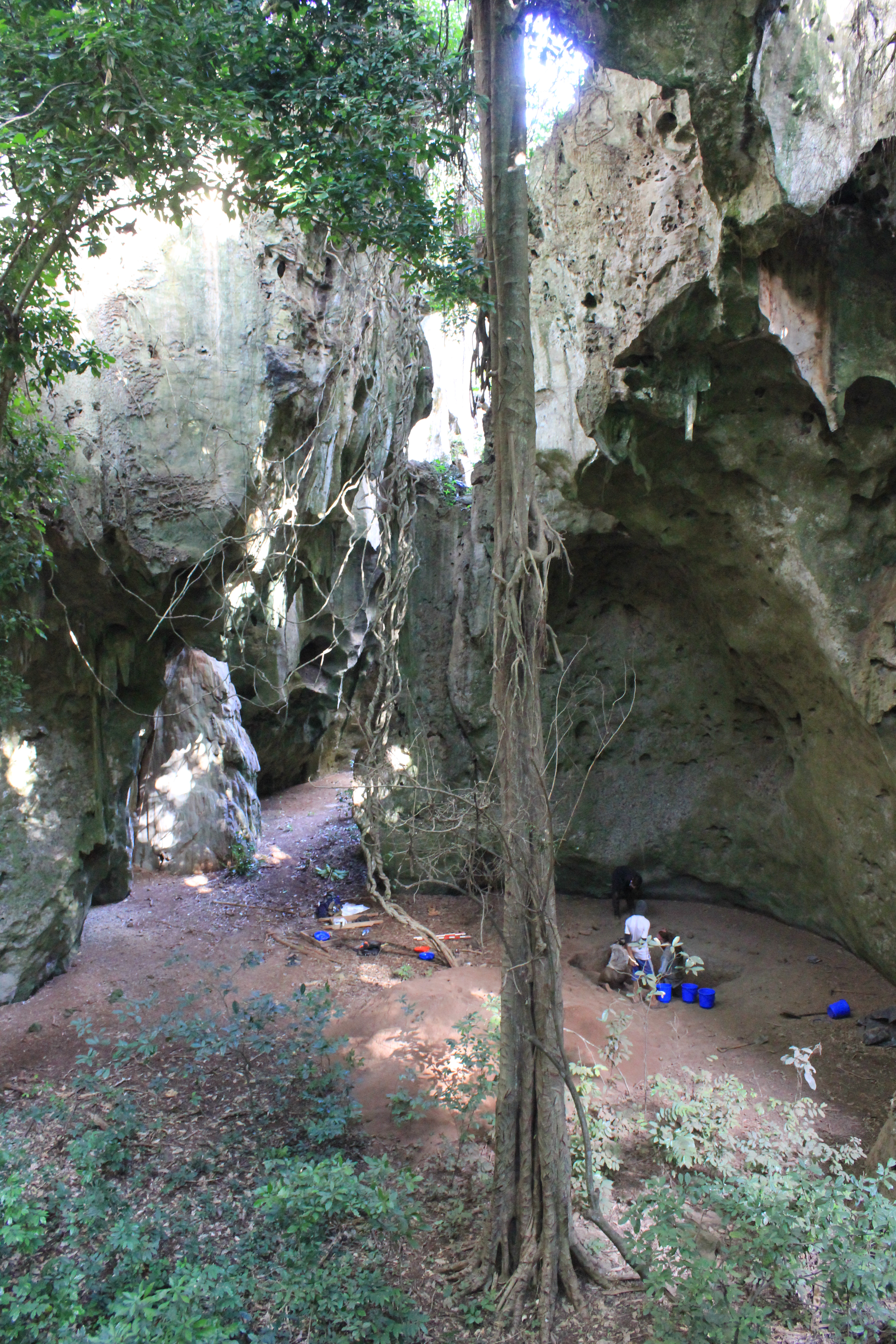
La grotte Panga ya Saidi.

Mtoto est le surnom donné par les paléoanthropologues à un enfant mort et enterré au Kenya il y a environ 78 000 ans. Ce nom signifie « enfant » en swahili.
Le squelette de Mtoto a été découvert en 2017 dans la grotte Panga ya Saidi (en). Une étude de 2021 montre que Mtoto a été enterré peu après sa mort à l'âge de deux ans et demi ou trois ans, en position fœtale, enveloppé d'un linceul et la tête posée sur un coussin en matière périssable, ce qui fait de lui le plus ancien Homo sapiens connu inhumé en Afrique.